# Haastrecht

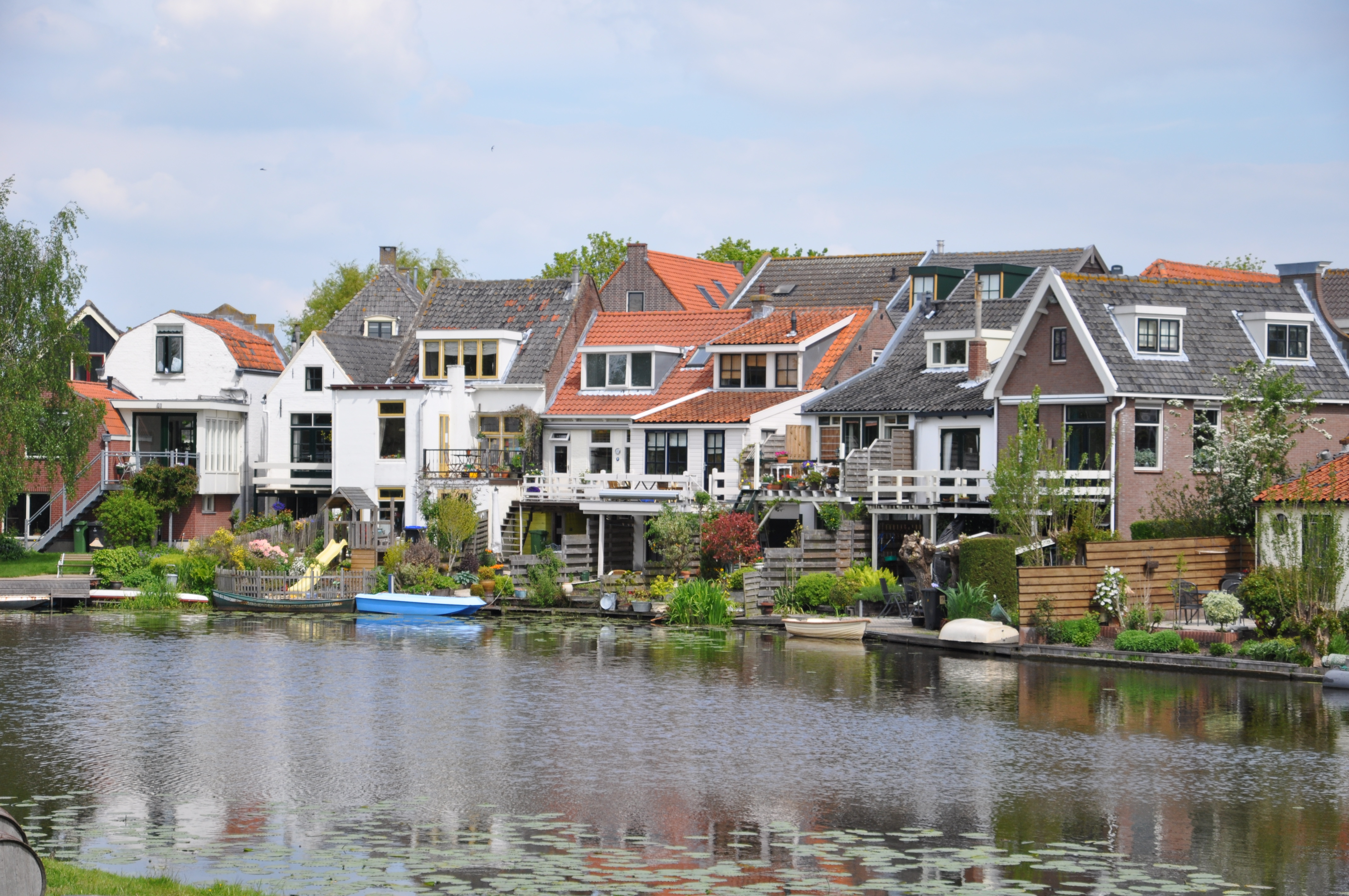
Edifici lungo il fiume Vlist a Haastrecht

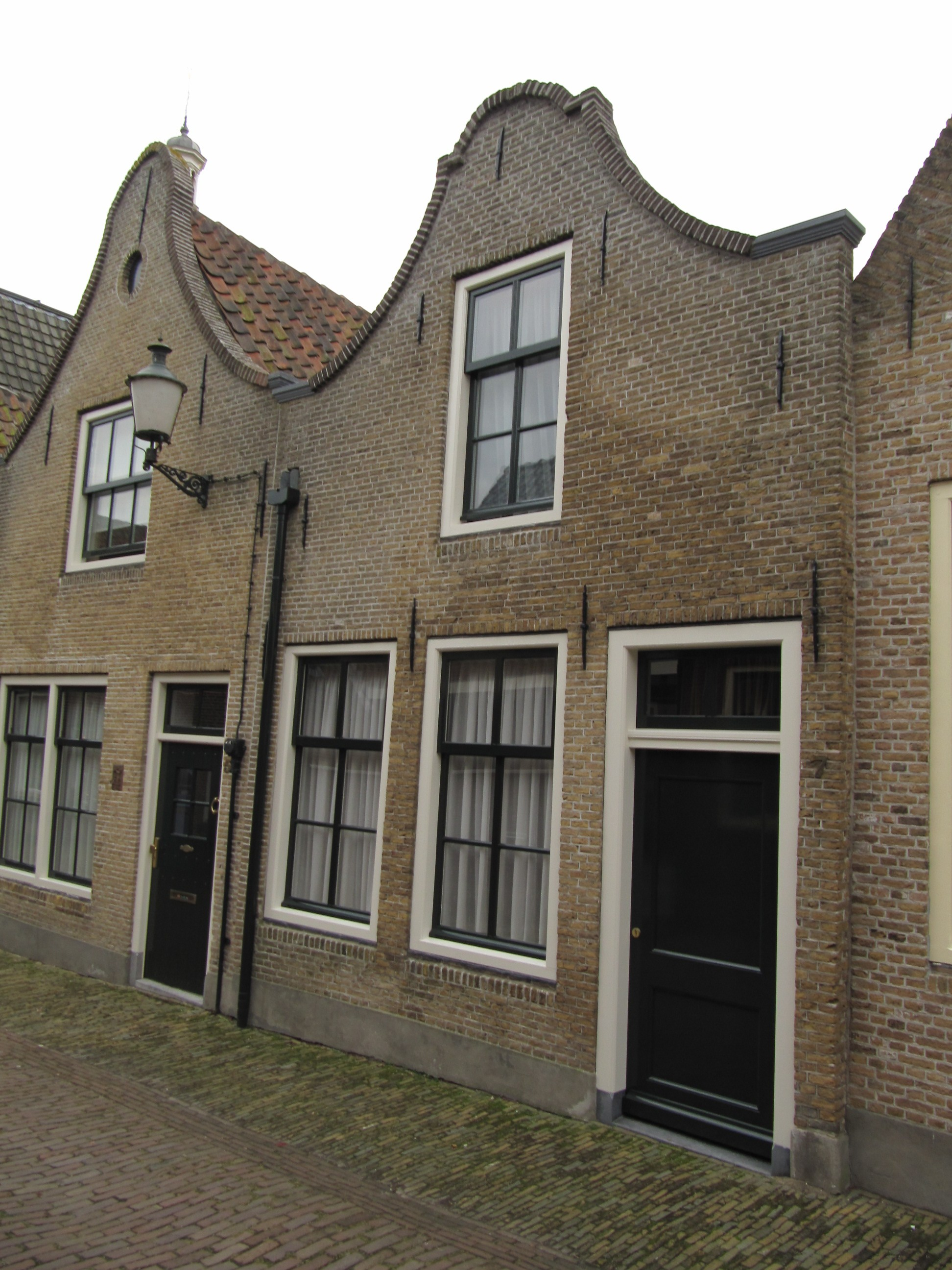
Haastrecht: edifici nella Kerkplein

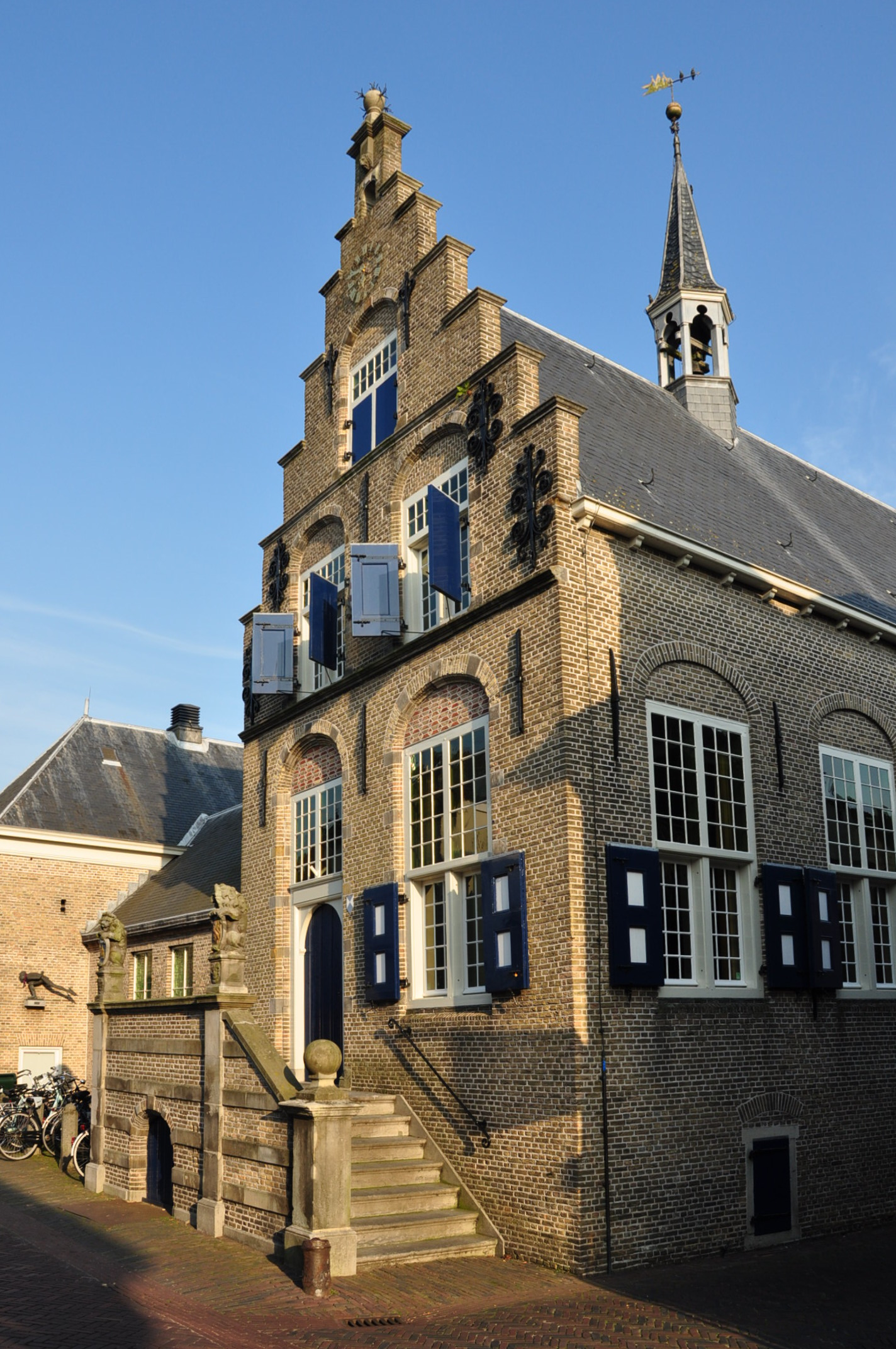
Il municipio di Haastrecht

Haastrecht  è un villaggio di circa 3.300 abitanti del sud-ovest dei Paesi Bassi, facente parte della provincia dell'Olanda Meridionale e situato a cavallo delle regioni di Groene Haart, Krimpenerwaard e Lopikerwaard  e lungo il corso dei fiumi Hollandse IJssel e Vlist. Dal punto di vista amministrativo, si tratta di un ex-comune, dal 1985 accorpato alla municipalità di Vlist e dal 2015 alla municipalità di Krimpenerwaard.

## Geografia fisica
Haastrecht si trova a sud ovest di Gouda.
La parte meridionale del villaggio è adagiata lungo il fiume Vlist, mentre la parte occidentale del villaggio è adagiata lungo il fiume Hollandse IJssel.

## Origini del nome
Il toponimo Haastrecht, attestato anticamente come Havekesdret (1108), Havekesdreht (1155) e Haestrecht (1333), è formato da un nome di persona, Haveke, e dal termine drecht, che significa "guado".

## Storia

### Simboli
Lo stemma di Haastrectht è costituito da tre torri di color giallo (una più grande al centro e due più piccole lateralmente) su sfondo blu. Questo stemma deriva dall'antico stemma cittadino, noto sin dal 1430.
Oltre a questo stemma, ne vengono menzionati altri in un manoscritto del XVIII secolo.

## Monumenti e luoghi d'interess e
Haastrectht vanta 68 edifici classificati come rijksmonumenten .

### Architetture religiose

#### Chiesa protestante nella Kerkplein
Principale edificio religioso di Haastrecht è la chiesa protestante nella Kerkplein, risalente al 1624.

#### Chiesa di San Barnaba
Altro storico edificio religioso è la chiesa di San Barnaba, risalente al 1854.
|  |

### Architetture civili

#### Boezenmolen
Un edificio degno di nota è il Boezenmolen, un mulino a vento risalente al 1873.
|  |

## Società

### Evoluzione demografica
Nel 2011, la popolazione stimata di Haastrecht era pari a 3.325 abitanti, di cui 1710 erano donne e 1.615 erano uomini.
La località ha quindi conosciuto un decremento demografico rispetto al 2008, quando la popolazione stimata era pari a 3.340 abitanti, e al 2011, quando la popolazione censita era pari a 3.355 abitanti.

## Geografia antropica

### Suddivisioni amministrative
Buurtschappen
- Beneden-Haastrecht
- Bilwijk (in parte)
- Boven-Haastrecht]
- Hoenkoop (in parte)
- Rozendaal
- Stein
- Stolwijkersluis (piccola parte)

Wijken
- Achterpoort
- Bergvliet
- Galgoord
- Hofkamp